# Lista amerykańskich senatorów ze stanu Karolina Północna
Lista amerykańskich senatorów ze stanu Karolina Północna – senatorzy wybrani ze stanu Karolina Północna.
Stan Karolina Północna ratyfikował Konstytucję 21 listopada 1789 roku. Posiada prawo do mandatów senatorskich 2. i 3. klasy. Do 8 kwietnia 1913 roku (ratyfikowania 17. poprawki do Konstytucji) senatorowie byli wybierani przez stanowy parlament. Od tego czasu wybierani są w wyborach powszechnych.

## 2. klasa
| Lp.   | Imię i nazwisko       | Imię i nazwisko      | Od                | Do                | Partia                             | Kadencja                                                                                                  | Uwagi |
| ----- | --------------------- | -------------------- | ----------------- | ----------------- | ---------------------------------- | --- | --- |
| 1     | Samuel Johnston       |                      | 27 listopada 1789 | 4 marca 1793      | Partia Federalistyczna             | 1 | Wybrany w 1791 Przegrał wybory w 1792                                                                                  |
| 2     | Alexander Martin      |                      | 4 marca 1793      | 4 marca 1799      | Partia Demokratyczno-Republikańska | 2 | Wybrany w 1792 Przegrał wybory w 1798                                                                                  |
| 3     | Jesse Franklin        |                      | 4 marca 1799      | 4 marca 1805      | Partia Demokratyczno-Republikańska | 3 | Wybrany w 1798 Przegrał wybory w 1804                                                                                  |
| Wakat | Wakat                 | Wakat                | 4 marca 1805      | 22 grudnia 1805   |                                    | 4 | Wybrany kandydat odmówił objęcia urzędu                                                                                |
| 4     | James Turner          |                      | 22 grudnia 1805   | 21 listopada 1816 | Partia Demokratyczno-Republikańska | 4 | Wybrany do dokończenia kadencji w wyborach specjalnych w 1805                                                          |
| 4     | James Turner          | 5                    | 22 grudnia 1805   | 21 listopada 1816 | Partia Demokratyczno-Republikańska | Wybrany na pełną, 6-letnią kadencję w 1810 Zrezygnował w trakcie trwania kadencji w 1816                  | |
| Wakat | Wakat                 | Wakat                | 21 listopada 1816 | 4 grudnia 1816    |                                    | 5 | |
| 5     | Montfort Stokes       |                      | 4 grudnia 1816    | 4 marca 1823      | Partia Demokratyczno-Republikańska | 5 | Wybrany do dokończenia kadencji w wyborach specjalnych w 1816                                                          |
| 5     | Montfort Stokes       | 6                    | 4 grudnia 1816    | 4 marca 1823      | Partia Demokratyczno-Republikańska | Wybrany na pełną, 6-letnią kadencję w 1816 Przegrał wybory w 1822                                         | |
| 6     | John Branch           |                      | 4 marca 1823      | 9 marca 1829      | Partia Demokratyczno-Republikańska | 7 | Wybrany w 1822 |
| 6     | John Branch           | Partia Demokratyczna | 4 marca 1823      | 9 marca 1829      | 8                                  | Reelekcja w 1828 Zrezygnował w trakcie trwania kadencji, by objąć urząd sekretarza marynarki wojennej USA | |
| Wakat | Wakat                 | Wakat                | 9 marca 1829      | 9 grudnia 1829    |                                    | 8 | |
| 7     | Bedford Brown         |                      | 9 grudnia 1829    | 16 listopada 1840 | Partia Demokratyczna               | 8 | Wybrany do dokończenia kadencji w wyborach specjalnych w 1829                                                          |
| 7     | Bedford Brown         | 9                    | 9 grudnia 1829    | 16 listopada 1840 | Partia Demokratyczna               | Wybrany na pełną, 6-letnią kadencję w 1835 Zrezygnował w trakcie trwania kadencji w 1840                  | |
| Wakat | Wakat                 | Wakat                | 16 listopada 1840 | 25 listopada 1840 |                                    | 9 | |
| 8     | Wilie Mangum          |                      | 25 listopada 1840 | 4 marca 1853      | Partia Wigów                       | 9 | Wybrany do dokończenia kadencji w wyborach specjalnych w 1840                                                          |
| 8     | Wilie Mangum          | 10                   | 25 listopada 1840 | 4 marca 1853      | Partia Wigów                       | Wybrany na pełną, 6-letnią kadencję w 1841                                                                | |
| 8     | Wilie Mangum          | 11                   | 25 listopada 1840 | 4 marca 1853      | Partia Wigów                       | Reelekcja w 1847 Przegrał wybory w 1854                                                                   | |
| Wakat | Wakat                 | Wakat                | 4 marca 1853      | 6 grudnia 1854    |                                    | 12 | Parlament nie zdołał wybrać senatora                                                                                   |
| 9     | David S. Reid         |                      | 6 grudnia 1854    | 4 marca 1859      | Partia Demokratyczna               | 12 | Wybrany z opóźnieniem w 1854 Przegrał wybory w 1858 lub 1859                                                           |
| 10    | Thomas Bragg          |                      | 4 marca 1859      | 6 marca 1861      | Partia Demokratyczna               | 13 | Wybrany w 1858 lub 1859 Usunięty z Senatu w 1861 za poparcie Konfederacji                                              |
| Wakat | Wakat                 | Wakat                | 6 marca 1861      | 14 lipca 1868     |                                    | 13 | Wojna secesyjna i Rekonstrukcja                                                                                        |
| Wakat | Wakat                 | Wakat                | 6 marca 1861      | 14 lipca 1868     | 14                                 | | Wojna secesyjna i Rekonstrukcja                                                                                        |
| 11    | Joseph C. Abbott      |                      | 14 lipca 1868     | 4 marca 1871      | Partia Republikańska               | 14 | Wybrany do dokończenia kadencji w 1868                                                                                 |
| Wakat | Wakat                 | Wakat                | 4 marca 1871      | 30 stycznia 1872  |                                    | 15 | Parlament nie zdołał wybrać senatora                                                                                   |
| 12    | Matt W. Ransom        |                      | 30 stycznia 1872  | 4 marca 1895      | Partia Demokratyczna               | 15 | Wybrany z opóźnieniem w 1872                                                                                           |
| 12    | Matt W. Ransom        | 16                   | 30 stycznia 1872  | 4 marca 1895      | Partia Demokratyczna               | Reelekcja w 1876                                                                                          | |
| 12    | Matt W. Ransom        | 17                   | 30 stycznia 1872  | 4 marca 1895      | Partia Demokratyczna               | Reelekcja w 1883                                                                                          | |
| 12    | Matt W. Ransom        | 18                   | 30 stycznia 1872  | 4 marca 1895      | Partia Demokratyczna               | Reelekcja w 1889 Przegrał wybory w 1894                                                                   | |
| 13    | Marion Butler         |                      | 4 marca 1895      | 4 marca 1901      | Partia Populistyczna               | 19 | Wybrany w 1894 Przegrał wybory w 1901                                                                                  |
| 14    | Furnifold M. Simmons  |                      | 4 marca 1901      | 4 marca 1931      | Partia Demokratyczna               | 20 | Wybrany w 1901 |
| 14    | Furnifold M. Simmons  | 21                   | 4 marca 1901      | 4 marca 1931      | Partia Demokratyczna               | Reelekcja w 1907                                                                                          | |
| 14    | Furnifold M. Simmons  | 22                   | 4 marca 1901      | 4 marca 1931      | Partia Demokratyczna               | Reelekcja w 1913                                                                                          | |
| 14    | Furnifold M. Simmons  | 23                   | 4 marca 1901      | 4 marca 1931      | Partia Demokratyczna               | Reelekcja w 1918                                                                                          | |
| 14    | Furnifold M. Simmons  | 24                   | 4 marca 1901      | 4 marca 1931      | Partia Demokratyczna               | Reelekcja w 1924 Przegrał prawybory w 1930                                                                | |
| 15    | Josiah Bailey         |                      | 4 marca 1931      | 15 grudnia 1946   | Partia Demokratyczna               | 25 | Wybrany w 1930 |
| 15    | Josiah Bailey         | 26                   | 4 marca 1931      | 15 grudnia 1946   | Partia Demokratyczna               | Reelekcja w 1936                                                                                          | |
| 15    | Josiah Bailey         | 27                   | 4 marca 1931      | 15 grudnia 1946   | Partia Demokratyczna               | Reelekcja w 1942 Zmarł w trakcie sprawowania urzędu w 1946                                                | |
| Wakat | Wakat                 | Wakat                | 15 grudnia 1946   | 18 grudnia 1946   |                                    | 27 | |
| 16    | William B. Umstead    |                      | 18 grudnia 1946   | 31 grudnia 1948   | Partia Demokratyczna               | 27 | Mianowany do kontynuowania kadencji w 1946 Przegrał prawybory w 1948                                                   |
| 17    | J. Melville Broughton |                      | 31 grudnia 1948   | 6 marca 1949      | Partia Demokratyczna               | 27 | Wybrany do dokończenia kadencji w wyborach specjalnych w 1948                                                          |
| 17    | J. Melville Broughton | 28                   | 31 grudnia 1948   | 6 marca 1949      | Partia Demokratyczna               | Wybrany na pełną, 6-letnią kadencję w 1948 Zmarł w trakcie sprawowania urzędu w 1949                      | |
| Wakat | Wakat                 | Wakat                | 6 marca 1949      | 29 marca 1949     |                                    | 28 | |
| 18    | Frank Graham          |                      | 29 marca 1949     | 27 listopada 1950 | Partia Demokratyczna               | 28 | Mianowany do kontynuowania kadencji w 1949 Przegrał prawybory przed wyborami specjalnymi o dokończenie kadencji w 1950 |
| 19    | Willis Smith          |                      | 27 listopada 1950 | 26 czerwca 1953   | Partia Demokratyczna               | 28 | Wybrany do dokończenia kadencji w wyborach specjalnych w 1950 Zmarł w trakcie sprawowania urzędu w 1953                |
| Wakat | Wakat                 | Wakat                | 26 czerwca 1953   | 10 lipca 1953     |                                    | 28 | |
| 20    | Alton Lennon          |                      | 10 lipca 1953     | 29 listopada 1954 | Partia Demokratyczna               | 28 | Mianowany do kontynuowania kadencji w 1953 Przegrał prawybory przed wyborami specjalnymi o dokończenie kadencji w 1954 |
| 21    | W. Kerr Scott         |                      | 29 listopada 1954 | 16 kwietnia 1958  | Partia Demokratyczna               | 28 | Wybrany do dokończenia kadencji w wyborach specjalnych w 1954                                                          |
| 21    | W. Kerr Scott         | 29                   | 29 listopada 1954 | 16 kwietnia 1958  | Partia Demokratyczna               | Wybrany na pełną, 6-letnią kadencję w 1954 Zmarł w trakcie sprawowania urzędu w 1958                      | |
| Wakat | Wakat                 | Wakat                | 16 kwietnia 1958  | 19 kwietnia 1958  |                                    | 29 | |
| 22    | B. Everett Jordan     |                      | 19 kwietnia 1958  | 3 stycznia 1973   | Partia Demokratyczna               | 29 | Mianowany do kontynuowania kadencji w 1958 Wybrany do dokończenia kadencji w wyborach specjalnych w 1958               |
| 22    | B. Everett Jordan     | 30                   | 19 kwietnia 1958  | 3 stycznia 1973   | Partia Demokratyczna               | Wybrany na pełną, 6-letnią kadencję w 1960                                                                | |
| 22    | B. Everett Jordan     | 31                   | 19 kwietnia 1958  | 3 stycznia 1973   | Partia Demokratyczna               | Reelekcja w 1966 Przegrał prawybory w 1972                                                                | |
| 23    | Jesse Helms           |                      | 3 stycznia 1973   | 3 stycznia 2003   | Partia Republikańska               | 32 | Wybrany w 1972 |
| 23    | Jesse Helms           | 33                   | 3 stycznia 1973   | 3 stycznia 2003   | Partia Republikańska               | Reelekcja w 1978                                                                                          | |
| 23    | Jesse Helms           | 34                   | 3 stycznia 1973   | 3 stycznia 2003   | Partia Republikańska               | Reelekcja w 1984                                                                                          | |
| 23    | Jesse Helms           | 35                   | 3 stycznia 1973   | 3 stycznia 2003   | Partia Republikańska               | Reelekcja w 1990                                                                                          | |
| 23    | Jesse Helms           | 36                   | 3 stycznia 1973   | 3 stycznia 2003   | Partia Republikańska               | Reelekcja w 1996 Nie starał się o reelekcję w 2002                                                        | |
| 24    | Elizabeth Dole        |                      | 3 stycznia 2003   | 3 stycznia 2009   | Partia Republikańska               | 37 | Wybrana w 2002 Przegrała wybory w 2008                                                                                 |
| 25    | Kay Hagan             |                      | 3 stycznia 2009   | 3 stycznia 2015   | Partia Demokratyczna               | 38 | Wybrana w 2008 Przegrała wybory w 2014                                                                                 |
| 26    | Thom Tillis           |                      | 3 stycznia 2015   | nadal             | Partia Republikańska               | 39 | Wybrany w 2014 |
| 26    | Thom Tillis           | 40                   | 3 stycznia 2015   | nadal             | Partia Republikańska               | Reelekcja w 2020                                                                                          | |

## 3. klasa
| Lp.   | Imię i nazwisko         | Imię i nazwisko | Od                                                 | Do                | Partia                             | Kadencja                                                                                     | Uwagi |
| ----- | ----------------------- | --------------- | -------------------------------------------------- | ----------------- | ---------------------------------- | -------------------------------------------------------------------------------------------- | --- |
| 1     | Benjamin Hawkins        |                 | 27 listopada 1789                                  | 4 marca 1795      |                                    | 1                                                                                            | Wybrany w 1789 |
| 2     | Timothy Bloodworth      |                 | 4 marca 1795                                       | 4 marca 1801      | Partia Demokratyczno-Republikańska | 2                                                                                            | Wybrany w 1795 Nie starał się o reelekcję w 1800                                                                       |
| 3     | David Stone             |                 | 4 marca 1801                                       | 17 lutego 1807    | Partia Demokratyczno-Republikańska | 3                                                                                            | Wybrany w 1800 Zrezygnował w trakcie trwania kadencji w 1807                                                           |
| Wakat | Wakat                   | Wakat           | 17 lutego 1807                                     | 4 marca 1807      |                                    | 3                                                                                            | |
| 4     | Jesse Franklin          |                 | 4 marca 1807                                       | 4 marca 1813      | Partia Demokratyczno-Republikańska | 4                                                                                            | Wybrany w 1806 Nie starał się o reelekcję w 1812                                                                       |
| 5     | David Stone             |                 | 4 marca 1813                                       | 24 grudnia 1814   | Partia Demokratyczno-Republikańska | 5                                                                                            | Wybrany w 1812 Zrezygnował w trakcie trwania kadencji w 1814                                                           |
| Wakat | Wakat                   | Wakat           | 24 grudnia 1814                                    | 30 grudnia 1814   |                                    | 5                                                                                            | |
| 6     | Francis Locke           |                 | 30 grudnia 1814                                    | 5 grudnia 1815    | Partia Demokratyczno-Republikańska | 5                                                                                            | Wybrany do dokończenia kadencji w wyborach specjalnych w 1814 Zrezygnował w trakcie trwania kadencji w 1815            |
| Wakat | Wakat                   | Wakat           | 5 grudnia 1815                                     | 13 grudnia 1815   |                                    | 5                                                                                            | |
| 7     | Nathaniel Macon         |                 | 13 grudnia 1815                                    | 14 listopada 1828 | Partia Demokratyczno-Republikańska | 5                                                                                            | Wybrany do dokończenia kadencji w wyborach specjalnych w 1815                                                          |
| 7     | Nathaniel Macon         | 6               | 13 grudnia 1815                                    | 14 listopada 1828 | Partia Demokratyczno-Republikańska | Wybrany na pełną, 6-letnią kadencję w 1818                                                   | |
| 7     | Nathaniel Macon         | 7               | 13 grudnia 1815                                    | 14 listopada 1828 | Partia Demokratyczno-Republikańska | Reelekcja w 1824 Zrezygnował w trakcie trwania kadencji w 1828                               | |
| Wakat | Wakat                   | Wakat           | 14 listopada 1828                                  | 15 grudnia 1828   |                                    | 7                                                                                            | |
| 8     | James Iredell, Jr.      |                 | 15 grudnia 1828                                    | 4 marca 1831      | Partia Demokratyczna               | 7                                                                                            | Wybrany do dokończenia kadencji w wyborach specjalnych w 1828 Nie starał się o reelekcję w 1830                        |
| 9     | Wilie Mangum            |                 | 4 marca 1831                                       | 19 marca 1836     | Partia Demokratyczna (do 1834)     | 8                                                                                            | Wybrany w 1830 Zrezygnował w trakcie trwania kadencji w 1836                                                           |
| Wakat | Wakat                   | Wakat           | 19 marca 1836                                      | 5 grudnia 1836    |                                    | 8                                                                                            | |
| 10    | Robert Strange          |                 | 5 grudnia 1836                                     | 16 listopada 1840 | Partia Demokratyczna               | 8                                                                                            | Wybrany do dokończenia kadencji w wyborach specjalnych w 1836                                                          |
| 10    | Robert Strange          | 9               | 5 grudnia 1836                                     | 16 listopada 1840 | Partia Demokratyczna               | Wybrany na pełną, 6-letnią kadencję w 1836 Zrezygnował w trakcie trwania kadencji w 1840     | |
| Wakat | Wakat                   | Wakat           | 16 listopada 1840                                  | 25 listopada 1840 |                                    | 9                                                                                            | |
| 11    | William A. Graham       |                 | 25 listopada 1840                                  | 4 marca 1843      | Partia Wigów                       | 9                                                                                            | Wybrany do dokończenia kadencji w wyborach specjalnych w 1840                                                          |
| 12    | William H. Haywood, Jr. |                 | 4 marca 1843                                       | 25 lipca 1846     | Partia Demokratyczna               | 10                                                                                           | Wybrany w 1843 Zrezygnował w trakcie trwania kadencji w 1846                                                           |
| Wakat | Wakat                   | Wakat           | 25 lipca 1846                                      | 25 listopada 1846 |                                    | 10                                                                                           | |
| 13    | George Badger           |                 | 25 listopada 1846                                  | 4 marca 1855      | Partia Wigów                       | 10                                                                                           | Wybrany do dokończenia kadencji w wyborach specjalnych w 1846                                                          |
| 13    | George Badger           | 11              | 25 listopada 1846                                  | 4 marca 1855      | Partia Wigów                       | Wybrany na pełną, 6-letnią kadencję w 1849 Nie starał się o reelekcję w 1855                 | |
| 14    | Asa Biggs               |                 | 4 marca 1855                                       | 5 maja 1858       | Partia Demokratyczna               | 12                                                                                           | Wybrany w 1855 Zrezygnował w trakcie trwania kadencji w 1858                                                           |
| Wakat | Wakat                   | Wakat           | 5 maja 1858                                        | 7 maja 1858       |                                    | 12                                                                                           | |
| 15    | Thomas Clingman         |                 | 7 maja 1858                                        | 11 marca 1861     | Partia Demokratyczna               | 12                                                                                           | Mianowany do kontynuowania kadencji w 1858 Wybrany do dokończenia kadencji w wyborach specjalnych w 1858               |
| 15    | Thomas Clingman         | 13              | 7 maja 1858                                        | 11 marca 1861     | Partia Demokratyczna               | Wybrany na pełną, 6-letnią kadencję w 1861 Usunięty z Senatu w 1861 za poparcie Konfederacji | |
| Wakat | Wakat                   | Wakat           | 11 marca 1861                                      | 14 lipca 1868     |                                    | 13                                                                                           | Wojna secesyjna i Rekonstrukcja                                                                                        |
| Wakat | Wakat                   | Wakat           | 11 marca 1861                                      | 14 lipca 1868     | 14                                 |                                                                                              | Wojna secesyjna i Rekonstrukcja                                                                                        |
| 16    | John Pool               |                 | 14 lipca 1868                                      | 4 marca 1873      | Partia Republikańska               | 14                                                                                           | Wybrany do dokończenia kadencji w 1868 Nie starał się o reelekcję w 1872                                               |
| 17    | Augustus Merrimon       |                 | 4 marca 1873                                       | 4 marca 1879      | Partia Demokratyczna               | 15                                                                                           | Wybrany w 1872 Przegrał wybory w 1879                                                                                  |
| 18    | Zebulon Vance           |                 | 4 marca 1879                                       | 14 kwietnia 1894  | Partia Demokratyczna               | 16                                                                                           | Wybrany w 1879 |
| 18    | Zebulon Vance           | 17              | 4 marca 1879                                       | 14 kwietnia 1894  | Partia Demokratyczna               | Reelekcja w 1884                                                                             | |
| 18    | Zebulon Vance           | 18              | 4 marca 1879                                       | 14 kwietnia 1894  | Partia Demokratyczna               | Reelekcja w 1890 Zmarł w trakcie sprawowania urzędu w 1894                                   | |
| Wakat | Wakat                   | Wakat           | 14 kwietnia 1894                                   | 19 kwietnia 1894  |                                    | 18                                                                                           | |
| 19    | Thomas J. Jarvis        |                 | 19 kwietnia 1894                                   | 23 stycznia 1895  | Partia Demokratyczna               | 18                                                                                           | Mianowany do kontynuowania kadencji w 1894 Zrezygnował po wyborze następcy                                             |
| 20    | Jeter Pritchard         |                 | 23 stycznia 1895                                   | 4 marca 1903      | Partia Republikańska               | 18                                                                                           | Wybrany do dokończenia kadencji w wyborach specjalnych w 1894                                                          |
| 20    | Jeter Pritchard         | 19              | 23 stycznia 1895                                   | 4 marca 1903      | Partia Republikańska               | Wybrany na pełną, 6-letnią kadencję w 1897 Przegrał wybory w 1903                            | |
| 21    | Lee S. Overman          |                 | 4 marca 1903                                       | 12 grudnia 1930   | Partia Demokratyczna               | 20                                                                                           | Wybrany w 1903 |
| 21    | Lee S. Overman          | 21              | 4 marca 1903                                       | 12 grudnia 1930   | Partia Demokratyczna               | Reelekcja w 1909                                                                             | |
| 21    | Lee S. Overman          | 22              | 4 marca 1903                                       | 12 grudnia 1930   | Partia Demokratyczna               | Reelekcja w 1914                                                                             | |
| 21    | Lee S. Overman          | 23              | 4 marca 1903                                       | 12 grudnia 1930   | Partia Demokratyczna               | Reelekcja w 1920                                                                             | |
| 21    | Lee S. Overman          | 24              | 4 marca 1903                                       | 12 grudnia 1930   | Partia Demokratyczna               | Reelekcja w 1926 Zmarł w trakcie sprawowania urzędu w 1930                                   | |
| 22    | Cameron A. Morrison     | 24              |                                                    | 13 grudnia 1930   | 5 grudnia 1932                     | Partia Demokratyczna                                                                         | Mianowany do kontynuowania kadencji w 1930 Przegrał prawybory przed wyborami specjalnymi o dokończenie kadencji w 1932 |
| 23    | Robert Reynolds         | 24              |                                                    | 5 grudnia 1932    | 3 stycznia 1945                    | Partia Demokratyczna                                                                         | Wybrany do dokończenia kadencji w wyborach specjalnych w 1932                                                          |
| 23    | Robert Reynolds         | 25              | Wybrany na pełną, 6-letnią kadencję w 1932         | 5 grudnia 1932    | 3 stycznia 1945                    | Partia Demokratyczna                                                                         | |
| 23    | Robert Reynolds         | 26              | Reelekcja w 1938 Nie starał się o reelekcję w 1944 | 5 grudnia 1932    | 3 stycznia 1945                    | Partia Demokratyczna                                                                         | |
| 24    | Clyde R. Hoey           |                 | 3 stycznia 1945                                    | 12 maja 1954      | Partia Demokratyczna               | 27                                                                                           | Wybrany w 1944 |
| 24    | Clyde R. Hoey           | 28              | 3 stycznia 1945                                    | 12 maja 1954      | Partia Demokratyczna               | Reelekcja w 1950 Zmarł w trakcie sprawowania urzędu w 1954                                   | |
| Wakat | Wakat                   | Wakat           | 12 maja 1954                                       | 5 czerwca 1954    |                                    | 28                                                                                           | |
| 25    | Sam Ervin               |                 | 5 czerwca 1954                                     | 31 grudnia 1974   | Partia Demokratyczna               | 28                                                                                           | Mianowany do kontynuowania kadencji w 1954 Wybrany do dokończenia kadencji w wyborach specjalnych w 1954               |
| 25    | Sam Ervin               | 29              | 5 czerwca 1954                                     | 31 grudnia 1974   | Partia Demokratyczna               | Wybrany na pełną, 6-letnią kadencję w 1956                                                   | |
| 25    | Sam Ervin               | 30              | 5 czerwca 1954                                     | 31 grudnia 1974   | Partia Demokratyczna               | Reelekcja w 1962                                                                             | |
| 25    | Sam Ervin               | 31              | 5 czerwca 1954                                     | 31 grudnia 1974   | Partia Demokratyczna               | Reelekcja w 1968 Nie starał się o reelekcję w 1974 Zrezygnował przed końcem kadencji         | |
| Wakat | Wakat                   | Wakat           | 31 grudnia 1974                                    | 3 stycznia 1975   |                                    | 31                                                                                           | |
| 26    | Robert B. Morgan        |                 | 3 stycznia 1975                                    | 3 stycznia 1981   | Partia Demokratyczna               | 32                                                                                           | Wybrany w 1974 Przegrał wybory w 1980                                                                                  |
| 27    | John P. East            |                 | 3 stycznia 1981                                    | 29 czerwca 1986   | Partia Republikańska               | 33                                                                                           | Wybrany w 1980 Zmarł w trakcie sprawowania urzędu w 1986                                                               |
| Wakat | Wakat                   | Wakat           | 29 czerwca 1986                                    | 14 lipca 1986     |                                    | 33                                                                                           | |
| 28    | James T. Broyhill       |                 | 14 lipca 1986                                      | 5 listopada 1986  | Partia Republikańska               | 33                                                                                           | Mianowany do kontynuowania kadencji w 1986 Przegrał wybory specjalne o dokończenie kadencji w 1986                     |
| 29    | Terry Sanford           |                 | 5 listopada 1986                                   | 3 stycznia 1993   | Partia Demokratyczna               | 33                                                                                           | Wybrany do dokończenia kadencji w wyborach specjalnych w 1986                                                          |
| 29    | Terry Sanford           | 34              | 5 listopada 1986                                   | 3 stycznia 1993   | Partia Demokratyczna               | Wybrany na pełną, 6-letnią kadencję w 1986 Przegrał wybory w 1992                            | |
| 30    | Lauch Faircloth         |                 | 3 stycznia 1993                                    | 3 stycznia 1999   | Partia Republikańska               | 35                                                                                           | Wybrany w 1992 Przegrał wybory w 1998                                                                                  |
| 31    | John Edwards            |                 | 3 stycznia 1999                                    | 3 stycznia 2005   | Partia Demokratyczna               | 36                                                                                           | Wybrany w 1998 Nie starał się o reelekcję w 2004 Kandydat demokratów na urząd wiceprezydenta USA w 2004                |
| 32    | Richard Burr            |                 | 3 stycznia 2005                                    | 3 stycznia 2023   | Partia Republikańska               | 37                                                                                           | Wybrany w 2004 |
| 32    | Richard Burr            | 38              | 3 stycznia 2005                                    | 3 stycznia 2023   | Partia Republikańska               | Reelekcja w 2010                                                                             | |
| 32    | Richard Burr            | 39              | 3 stycznia 2005                                    | 3 stycznia 2023   | Partia Republikańska               | Reelekcja w 2016 Nie starał się o reelekcję w 2022                                           | |
| 33    | Ted Budd                |                 | 3 stycznia 2023                                    | nadal             | Partia Republikańska               | 40                                                                                           | Wybrany w 2022 |